# Copa Libertadores Femenina 2021
Die Copa Libertadores Femenina 2021 war die 13. Austragung des einzigen internationalen Frauenfußballwettbewerbes für Vereinsmannschaften des südamerikanischen Kontinentalverbandes CONMEBOL. Der Wettbewerb wurde in einem zweiwöchigen Turniermodus in Paraguay ausgetragen. Das Finale fand im Estadio Gran Parque Central in Montevideo, Uruguay statt. Bedingt durch die weltweite COVID-19-Pandemie trat der ursprüngliche Ausrichter Chile von der Organisation zurück. Daraufhin wurde Paraguay als neuer Ausrichter ausgewählt. Das Finalstadion sollte wie bei der Copa Libertadores 2021 der Männer das Estadio Centenario in Montevideo sein. Am 10. September 2021 gab der Verband bekannt, dass das Finale im Estadio Gran Parque Central, Montevideo stattfinden soll.
Den Titel gewann der brasilianische Vertreter Corinthians São Paulo, der nach dem 2:0-Finalsieg über Independiente Santa Fe seinen zweiten Erfolg in der Copa Libertadores Femenina als eigenständiges Team feierte.

## Teilnehmende Mannschaften
| Land        | Verein                 | Qualifikationsgrund                                          |
| ----------- | ---------------------- | ------------------------------------------------------------ |
| Argentinien | CA San Lorenzo         | Argentinischer Meister 2021                                  |
| Bolivien    | Real Tomayapo          | Gewinner der Copa Simón Bolívar Femenina 2021                |
| Brasilien   | Ferroviária            | Titelverteidiger                                             |
| Brasilien   | Corinthians São Paulo  | Brasilianischer Meister 2020                                 |
| Brasilien   | AE Kindermann          | Zweiter der brasilianischen Meisterschaft 2020               |
| Chile       | Santiago Morning       | Meister der Primera División de Fútbol Femenino 2020         |
| Chile       | Universidad de Chile   | zweiter der Primera División de Fútbol Femenino 2020         |
| Kolumbien   | Deportivo Cali         | Kolumbianischer Meister 2021                                 |
| Kolumbien   | Independiente Santa Fe | Kolumbianischer Vizemeister 2021                             |
| Ecuador     | Deportivo Cuenca       | Meister des Campeonato Ecuatoriano de Fútbol Femenino 2021   |
| Paraguay    | Cerro Porteño          | Meister des Campeonato Paraguayo de Fútbol Femenino 2020     |
| Paraguay    | Sol de América         | Vizemeister des Campeonato Paraguayo de Fútbol Femenino 2020 |
| Paraguay    | Deportivo Capiatá      | Dritter des Campeonato Paraguayo de Fútbol Femenino 2020     |
| Peru        | Alianza Lima           | Meister des Campeonato Peruano de Fútbol Femenino 2021       |
| Uruguay     | Nacional Montevideo    | Meister des Campeonato Uruguayo de Fútbol Femenino 2020      |
| Venezuela   | Yaracuyanos FC         | Meister des Campeonato Venezolano de Fútbol Femenino 2021    |

## Spielstätten
| Estadio Manuel Ferreira | Estadio Arsenio Erico | Estadio Gran Parque Central                |
| Asunción                | Asunción              | Montevideo                                 |
| Estadio Manuel Ferreira | Estadio Arsenio Erico | Estadio Gran Parque Central (Finalstadion) |
| Kapazität: 23.732       | Kapazität: 32.300     | Kapazität: 34.000                          |

## Turnierverlauf

### Vorrunde

#### Gruppe A
| Pl. | Verein                 | Sp. | S | U | N | Tore    | Diff. | Punkte |
| --- | ---------------------- | --- | - | - | - | ------- | ----- | ------ |
| 1.  | Ferroviária            | 3   | 2 | 1 | 0 | 005:100 | +4    | 07     |
| 2.  | Independiente Santa Fe | 3   | 2 | 1 | 0 | 003:000 | +3    | 07     |
| 3.  | Deportivo Cuenca       | 3   | 1 | 0 | 2 | 005:300 | +2    | 03     |
| 4.  | Sol de América         | 3   | 0 | 0 | 3 | 000:900 | −9    | 0      |

| 3. November 2021       |     |                        |
| Ferroviária            | 3:0 | Sol de América         |
| Deportivo Cuenca       | 0:1 | Independiente Santa Fe |
| 6. November 2021       |     |                        |
| Ferroviária            | 2:1 | Deportivo Cuenca       |
| Sol de América         | 0:2 | Independiente Santa Fe |
| 9. November 2021       |     |                        |
| Independiente Santa Fe | 0:0 | Ferroviária            |
| Sol de América         | 0:4 | Deportivo Cuenca       |

#### Gruppe B
| Pl. | Verein           | Sp. | S | U | N | Tore    | Diff. | Punkte |
| --- | ---------------- | --- | - | - | - | ------- | ----- | ------ |
| 1.  | AE Kindermann    | 3   | 2 | 1 | 0 | 006:100 | +5    | 07     |
| 2.  | Cerro Porteño    | 3   | 2 | 0 | 1 | 004:200 | +2    | 06     |
| 3.  | Santiago Morning | 3   | 1 | 1 | 1 | 005:200 | +3    | 04     |
| 4.  | Yaracuyanos      | 3   | 0 | 0 | 3 | 001:110 | −10   | 0      |

| 3. November 2021 |     |                  |
| Cerro Porteño    | 1:0 | Santiago Morning |
| Yaracuyanos      | 0:4 | AE Kindermann    |
| 6. November 2021 |     |                  |
| Santiago Morning | 0:0 | AE Kindermann    |
| Cerro Porteño    | 2:0 | Yaracuyanos      |
| 9. November 2021 |     |                  |
| AE Kindermann    | 2:1 | Cerro Porteño    |
| Santiago Morning | 5:1 | Yaracuyanos      |

#### Gruppe C
| Pl. | Verein               | Sp. | S | U | N | Tore    | Diff. | Punkte |
| --- | -------------------- | --- | - | - | - | ------- | ----- | ------ |
| 1.  | Deportivo Cali       | 3   | 3 | 0 | 0 | 014:100 | +13   | 09     |
| 2.  | Alianza Lima         | 3   | 2 | 0 | 1 | 006:200 | +4    | 06     |
| 3.  | Universidad de Chile | 3   | 1 | 0 | 2 | 007:500 | +2    | 03     |
| 4.  | Real Tomayapo        | 3   | 0 | 0 | 3 | 000:190 | −19   | 0      |

| 4. November 2021     |     |                      |
| Deportivo Cali       | 2:0 | Alianza Lima         |
| Real Tomayapo        | 0:6 | Universidad de Chile |
| 7. November 2021     |     |                      |
| Deportivo Cali       | 8:0 | Real Tomayapo        |
| Alianza Lima         | 1:0 | Universidad de Chile |
| 10. November 2021    |     |                      |
| Universidad de Chile | 1:4 | Deportivo Cali       |
| Alianza Lima         | 5:0 | Real Tomayapo        |

#### Gruppe D
| Pl. | Verein                | Sp. | S | U | N | Tore    | Diff. | Punkte |
| --- | --------------------- | --- | - | - | - | ------- | ----- | ------ |
| 1.  | Corinthians São Paulo | 3   | 3 | 0 | 0 | 011:100 | +10   | 09     |
| 2.  | Nacional Montevideo   | 3   | 2 | 0 | 1 | 006:500 | +1    | 06     |
| 3.  | San Lorenzo           | 3   | 1 | 0 | 2 | 001:400 | −3    | 03     |
| 4.  | Deportivo Capiatá     | 3   | 0 | 0 | 3 | 000:800 | −8    | 0      |

| 4. November 2021      |     |                       |
| Corinthians São Paulo | 2:0 | San Lorenzo           |
| Nacional Montevideo   | 3:0 | Deportivo Capiatá     |
| 7. November 2021      |     |                       |
| Corinthians São Paulo | 5:1 | Nacional Montevideo   |
| San Lorenzo           | 1:0 | Deportivo Capiatá     |
| 10. November 2021     |     |                       |
| Deportivo Capiatá     | 0:4 | Corinthians São Paulo |
| San Lorenzo           | 0:2 | Nacional Montevideo   |

### Finalrunde

#### Viertelfinale
| Datum             |                       | Ergebnis        |                        | Ort                               |
| ----------------- | --------------------- | --------------- | ---------------------- | --------------------------------- |
| 12. November 2021 | Ferroviária           | 3:0             | Cerro Porteño          | Estadio Arsenio Erico, Asunción   |
| 12. November 2021 | AE Kindermann         | 2:2 (5:6 i. E.) | Independiente Santa Fe | Estadio Arsenio Erico, Asunción   |
| 13. November 2021 | Deportivo Cali        | 1:2             | Nacional Montevideo    | Estadio Manuel Ferreira, Asunción |
| 13. November 2021 | Corinthians São Paulo | 3:1             | Alianza Lima           | Estadio Manuel Ferreira, Asunción |

#### Halbfinale
| Datum             |                     | Ergebnis        |                        | Ort                               |
| ----------------- | ------------------- | --------------- | ---------------------- | --------------------------------- |
| 15. November 2021 | Ferroviária         | 1:1 (2:4 i. E.) | Independiente Santa Fe | Estadio Manuel Ferreira, Asunción |
| 16. November 2021 | Nacional Montevideo | 0:8             | Corinthians São Paulo  | Estadio Manuel Ferreira, Asunción |

#### Spiel um Platz 3
| Datum             |             | Ergebnis        |                     | Ort                             |
| ----------------- | ----------- | --------------- | ------------------- | ------------------------------- |
| 18. November 2021 | Ferroviária | 1:1 (3:1 i. E.) | Nacional Montevideo | Estadio Arsenio Erico, Asunción |

#### Finale
| Independiente Santa Fe                                        | Independiente Santa Fe | Corinthians São Paulo | Corinthians São Paulo |
| ------------------------------------------------------------- | --- | --- | --------------------- |
| Independiente Santa Fe                                        | \| 21. November 2021 in Montevideo (Estadio Gran Parque Central) \| \| Ergebnis: 0:2 (0:2) \| \| Schiedsrichterin: Laura Fortunato ( Argentinien) \| | \| 21. November 2021 in Montevideo (Estadio Gran Parque Central) \| \| Ergebnis: 0:2 (0:2) \| \| Schiedsrichterin: Laura Fortunato ( Argentinien) \|                                                                                             | Corinthians São Paulo |
| Independiente Santa Fe                                        | Katherine Tapia – Nairelis Gutiérrez, Nubiluz Rangel (86. Leivis Ramos), Mónica Ramos, Viviana Acosta – Liana Salazar, Gisela Robledo, Fany Gauto – Kena Romero (46. Ivonne Chacón), Diana Celis (60. Jessica Peña), Joemar Guarecuco (60. Yisela Cuesta) Cheftrainer: Albeiro Erazo | Kemelli – Katiuscia (68. Poliana), Giovanna Campiolo, Yasmim, Juliete – Diany (78. Ingryd), Gabi Zanotti – Gabi Portilho (86. Grazielle), Tamires (86. Andressa Machry), Victória Albuquerque (68. Jheniffer), Adriana Cheftrainer: Arthur Elias | Corinthians São Paulo |
| Independiente Santa Fe                                        | 0:1 Adriana (10.) 0:2 Gabi Portilho (42.) | | Corinthians São Paulo |
| Independiente Santa Fe                                        | Liana Salazar (35.) | Yasmim (26.) | Corinthians São Paulo |
| 21. November 2021 in Montevideo (Estadio Gran Parque Central) | | |                       |
| Ergebnis: 0:2 (0:2)                                           | | |                       |
| Schiedsrichterin: Laura Fortunato ( Argentinien)              | | |                       |

## Siegermannschaft
| Corinthians São Paulo | |
|                       | - Tor: Kemelli; Natascha Honegger - Abwehr: Poliana; Pardal; Tamires ; Yasmim; Giovanna Campiolo - Mittelfeld: Katiuscia; Diany; Andressa Machry; Adriana; Grazielle; Gabi Zanotti; Ingryd; Juliete; Victória Albuquerque - Sturm: Jheniffer; Cacau; Gabi Portilho - Trainer: Arthur Elias |

## Schiedsrichterinnen
| Land        | Schiedsrichterin        | Schiedsrichterassistentinnen              |
| ----------- | ----------------------- | ----------------------------------------- |
| Argentinien | Laura Fortunato         | Mariana de Almeida Daiana Milone          |
| Bolivien    | Adriana Farfán          | Inés Choque Maricela Urapuca              |
| Brasilien   | Edina Alves Batista     | Neuza Back Leila Moreira                  |
| Chile       | María Carvajal          | Loreto Toloza Cindy Nahuelcoy             |
| Kolumbien   | María Daza              | Mary Blanco Nataly Arteaga                |
| Ecuador     | Susana Corella          | Mónica Amboya Viviana Segura              |
| Paraguay    | Zulma Quiñónez          | Nancy Fernández Laura Miranda             |
| Peru        | Elizabeth Tintaya       | Gabriela Moreno Mariana Aquino            |
| Uruguay     | Anahí Fernández         | Adela Sánchez Daiana Fernández            |
| Venezuela   | Emikar Calderas Barrera | Migdalía Rodríguez Chirino Laura Cárdenas |

Unterstützungsschiedsrichterinnen:
- Salomé di Iorio
- Daiane Muniz

## Beste Torschützinnen
| Rang | Spielerin            | Klub                  | Tore |
| ---- | -------------------- | --------------------- | ---- |
| 1    | Tatiana Ariza        | Deportivo Cali        | 4    |
| 1    | Linda Caicedo        | Deportivo Cali        | 4    |
| 1    | Jheniffer            | Corinthians São Paulo | 4    |
| 1    | Esperanza Pizarro    | Nacional Montevideo   | 4    |
| 1    | Victória Albuquerque | Corinthians São Paulo | 4    |
| 6    | Yamila Badell        | Nacional Montevideo   | 3    |
| 6    | Rebeca Fernández     | Universidad de Chile  | 3    |
| 6    | Rafa Mineira         | Ferroviária           | 3    |
| 6    | Madelin Riera        | Deportivo Cuenca      | 3    |
| 6    | Tamires              | Corinthians São Paulo | 3    |

## Weblink
- CONMEBOL Libertadores Femenina 2021. In: conmebol.com. CONMEBOL, abgerufen am 18. November 2021.